# Spiss
Spiss település Ausztria tartományának, Tirolnak a Landecki járásában található. Területe 24,5 km², lakosainak száma 126 fő, népsűrűsége pedig 5,1 fő/km² (2014. január 1-jén). A település 1653 méteres tengerszint feletti magasságban helyezkedik el.

## Népessége
| Lakosok száma | 204  | 190  | 207  | 130  | 137  | 147  | 137  | 126  | 117  | 99   |
|               | 1869 | 1910 | 1939 | 1981 | 2003 | 2006 | 2010 | 2014 | 2017 | 2021 |

## Fordítás
- Ez a szócikk részben vagy egészben  a   Spiss című angol Wikipédia-szócikk ezen változatának fordításán alapul.  Az eredeti cikk szerkesztőit annak laptörténete sorolja fel. Ez a jelzés csupán a megfogalmazás eredetét és a szerzői jogokat jelzi, nem szolgál a cikkben szereplő információk forrásmegjelöléseként.